# Mokate
Grupa Mokate – polskie przedsiębiorstwo przemysłu spożywczego założone w 1990 roku przez Kazimierza i Teresę Mokryszów. Oferuje gamę kaw, herbat, zabielaczy, kakao, napojów czekoladowych i musli. Grupa jest jednym z największych producentów kawy rozpuszczalnej i herbaty w Polsce, Czechach, Słowacji i na Węgrzech. Obecnie firma Mokate jest zarządzana przez Adama Mokrysza, syna założycieli.

## Historia
Początki przedsiębiorstwa sięgają 1927 roku, kiedy to powstało przedsiębiorstwo pod nazwą Mokrysz. Początkowo pod tym szyldem działał sklep w Goleszowie, restauracja i betoniarnia.
W 1990 roku Kazimierz Mokrysz przekazał przedsiębiorstwo żonie, Teresie. Zmieniła ona nazwę firmy na Mokate, pochodzącą od pierwszych liter ich nazwiska oraz imion, a także profil przedsiębiorstwa, które zaczęło produkować śmietankę do kawy. Siedziba przedsiębiorstwa znajdowała się wówczas w Ustroniu. W 1992 roku przedsiębiorstwo wprowadziło na rynek proszek instant do robienia cappuccino, które dwa lata później odniosło rynkowy sukces i zaczęło być eksportowane.
W 2001 roku przedsiębiorstwo uruchomiło zakład produkcyjny w Żorach. Rok później Mokate przejęło producenta herbaty, przedsiębiorstwo Consumer, a w 2006 – czeskie przedsiębiorstwo Timex.
Do Grupy firm Mokate należy dziewięć przedsiębiorstw w Polsce, Czechach, Słowacji, na Ukrainie i Węgrzech. W 2018 roku produkty przedsiębiorstwa były eksportowane do 73 krajów świata.
W 2009 skonsolidowany przychód firmy wyniósł ok. 512 mln zł. Ponad połowa wyniku generowana jest w eksporcie (55% w 2009, 57% w 2010 i 66% w 2018 roku)